# Kijelzőpanel-generáció

A panelméretek változása némiképp összhangban áll a bevezetés évével

A kijelzőiparban generációban adják meg a gyártás alapegységeként alkalmazott, jellemzően üveg anyagú panelek méreteit. A panel generációja fontos ipari jellemző, hiszen egy-egy kijelzőgyárban tipikusan egy adott panelméretben történik gyártás, így a gyár kialakításakor is alapvető tervezési paraméter, hogy mekkora paneleket kívánnak majd előállítani. A panelméreteket úgy határozzák meg, hogy a nagy szériában gyártott kijelzős eszközök (például okostelefonok, táblagépek, monitorok, televíziók) tipikus képernyőméreteinek közelítőleg egész számú többszöröse legyen, így egy panelen sok eszköz kis veszteségű együttes gyártása lehetővé váljon.
A kijelzőipari szaknyelvben röviden például GEN x formában hivatkoznak a panelgenerációkra. Nem csak egész értékekkel jelölnek generációkat, köztes panelméretekre gyakran törtszámú generációként hivatkoznak, pl. GEN 5,5, GEN 8,6 stb.
Bár a panelek méretének növelése jelentős többletkiadást jelent a gyárberuházás során, azonban a gyártott panelnégyzetméterre vetítve a kiadás már csökken. Emellett egyes gyártási folyamatok gyorsabbak, ha egy panelen minél több eszköz gyártható le egy időben, így a méretskálázással javítható a gyár átmenő teljesítménye(en)

## Panelméretek
|          | Hosszúság [mm] | Szélesség [mm] | Év        | TFT-gyártók                                                      | Forrás      |
| -------- | -------------- | -------------- | --------- | ---------------------------------------------------------------- | ----------- |
| GEN 1    | 300            | 400            | 1990      |                                                                  | [ 2 ] [ 3 ] |
| GEN 2    | 370            | 470            | 1993      |                                                                  | [ 2 ]       |
| GEN 3    | 550            | 650            | 1995–1998 |                                                                  | [ 2 ] [ 3 ] |
| GEN 3,5  | 600            | 720            | 1996      | InnoLux(en)                                                      | [ 2 ]       |
| GEN 4    | 680            | 880            | 2000–     |                                                                  | [ 2 ] [ 3 ] |
| GEN 4,5  | 730            | 920            | 2000–     | Innolux                                                          | [ 2 ] [ 4 ] |
| GEN 5    | 1100           | 1250           | 2002–     | Innolux                                                          | [ 2 ]       |
| GEN 5,5  |                |                |           | BOE B5, GVO(Visionox), Innolux                                   |             |
| GEN 6    | 1500           | 1800           | 2003–     | BOE B3-B7, CSOT T3, CEC Panda Nanking, Tianma, AUO, CPT, Innolux | [ 2 ] [ 3 ] |
| GEN 7    | 1870           | 2200           | 2004–     | Samsung, AUO, CMO(en)                                            | [ 3 ]       |
| GEN 7,5  | 1950           | 2250           | 2005      | LG-Philips, Innolux                                              | [ 3 ]       |
| GEN 8    | 2160           | 2460           | 2006      | CSOT T1-T2, BOE B4-B5-B8, Samsung, LGD, AUO, CMO, IPS Alpha      | [ 2 ] [ 3 ] |
| GEN 8,5  | 2200           | 2500           | 2007      | CEC Panda Nanking, Innolux                                       | [ 2 ] [ 3 ] |
| GEN 8,6  |                |                |           | CEC Panda Csengtu, Innolux                                       |             |
| GEN 10   | 2880           | 3130           | 2008–     | Sharp                                                            | [ 3 ]       |
| GEN 10,5 | 2940           | 3370           |           | BOE, Sharp, CSOT                                                 | [ 9 ]       |